# Charlie i manekin
Charlie i manekin (ang. Mabel's Married Life) − amerykański film niemy z 1914 roku, w reżyserii Charliego Chaplina. 

## Fabuła
Charlie gra w filmie męża, do żony którego przystawia się muskularny sąsiad – Wellington. Żona kupuje wówczas Charliemu worek treningowy, by nabrał krzepy. Pewnego dnia Charlie wraca pijany do domu i biorąc worek za rywala zaczyna z nim walczyć.

## Główne role
- Mabel Normand – żona
- Charlie Chaplin – mąż
- Alice Howell – żona Wellingtona
- Mack Swain – Wellington